# Catostomus plebeius
El matalote del Bravo (Catostomus plebeius) es una especie de pez dulceacuícola que se distribuye en cuencas de los estados de Chihuahua, Durango, Sinaloa, Sonora y Zacatecas (México) y Nuevo México, Colorado y Arizona (Estados Unidos de América).

## Clasificación y descripción
Es un pez de la familia Catostomidae del orden Cypriniformes. Es un pez de cuerpo alargado, ligeramente deprimido dorsal y ventralmente. Su cabeza es alargada y de forma subcónica, tiene los ojos grandes y el hocico ancho posicionado ventralmente. Su coloración es oscura, con los costados pardo-verdosos a pardos, con manchas oscuras y abdomen pálido. Los machos reproductores tienen el dorso negro con una línea lateral roja y en ocasiones una banda amarilla en la parte superior. Este pez alcanza una talla máxima de 17.3 cm de longitud patrón. Los machos pueden llegar alcanzar los 20 cm de longitud total.

## Distribución
Esta especie tiene una distribución binacional, estando presente en cuencas de México y Estados Unidos de América. En México se encuentra en las cuencas de los ríos: Casas Grandes, Santa María y del Carmen (Chihuahua), alto río Conchos, Bocoyna, Santa Isabel, Florido (Chihuahua y Durango), alto río Fuerte, un tributario del río Bavispe, afluente del Yaqui (Sinaloa y Sonora), río Nazas y Aguanaval (Durango) y en cuencas de Zacatecas. En Estados Unidos se encuentra en los ríos: Mimbres (Nuevo México), alto Bravo (Colorado y Nuevo México) y en la cabecera del río Gila (Arizona).

## Ambiente
El matalote del Bravo habita en pozas y rápidos de arroyos hasta una altitud de 2300 m s. n. m. Tiene preferencia por sustratos pedregosos o rocosos vegetados de algas, las cuales son su alimento.

## Estado de conservación
Las poblaciones de este pez se encuentran disminuyendo. Este pez se encuentra enlistado en la Norma Oficial Mexicana 059 (NOM-059-SEMARNAT-2010) como especie Amenazada (A); en la Lista Roja de la Unión Internacional para la Conservación de la Naturaleza (UICN) se ha catalogado como Datos Insuficientes (DD) ya que no hay información precisa que permita determinar su estado de riesgo.